# Битва под Русой (1234)
Битва под Русой — событие 1234 года, в ходе которого Новгородская республика отразила под Русой литовский набег на её земли.

## Предыстория
Грабительские литовские набеги на новгородские земли начались в конце XII века и затрагивали районы рек Ловать и Шелонь. Первое нападение на Русу — крупнейший пригород Новгорода — литовцы предприняли в 1223 году, впервые зайдя так далеко вглубь новгородских территорий. В полевом сражении рушане не смогли одержать верх, но спаслись за стенами построенного в 1201 году Старорусского кремля.

## Ход событий
Согласно описанию Новгородской первой летописи литовское войско смогло проникнуть в посад Русы, дойдя до городского торга, но затем было вытеснено оттуда встречным ударом. После этого за пределами города произошло полевое сражение, в результате которого литовцы поспешно отступили. Летопись также упоминает о том, что литовцы в ходе своего набега успели разорить Спасо-Преображенский монастырь и убить его насельников.
По оценкам историков, нападение на Русу было стремительным и внезапным. Литовцы, по-видимому, атаковали с юга, со стороны Торопца и Полоцкой земли, которая служила им плацдармом для нападений на земли Великого Новгорода. Им противостояли «рушане» (представители городской воинской корпорации) и «засада», состоявшая из огнищан и гридей. Термин «засада» трактуется исследователями по-разному. Согласно одной трактовке, его можно понимать в современном значении (скрытый полк), согласно другой имеется в виду гарнизон крепости.
Также в летописи есть упоминание об участии в боевых действиях «купцов» и «гостей», то есть торговых людей. Предполагается, что они первыми приняли бой на торгу, защищая свои товары и выступив в непривычной для себя роли. Их сопротивление позволило профессиональным воинам собрать достаточно сил, чтобы дать отпор нападающим.
Когда известие о нападении литовцев на Русу и их отступлении пришло в Новгород, князь Ярослав Всеволодович снарядил войско и нагнал литовцев в Торопецкой волости у села Дубровна, сумев нанести им значительный урон.